# Zorro le rebelle
Pour plus de détails, voir Fiche technique et Distribution.
Zorro le rebelle (Zorro il ribelle) est un film italien réalisé par Piero Pierotti en 1966.

## Fiche technique
- Titre original : Zorro il ribelle
- Titre français : Zorro le rebelle
- Titre anglais ou international : Zorro the Rebel
- Réalisation : Piero Pierotti
- Scénario : Piero Pierotti, Gianfranco Clerici
- Costumes : Walter Patriarca
- Musique : Angelo Francesco Lavagnino
- Production : Fortunato Misiano
- Société(s) de production : Romana Film
- Pays d’origine :  Italie
- Langue originale : italien
- Format : couleur
- Genre : western
- Durée : 93 minutes
- Dates de sortie : 
  - Italie : 12 septembre 1966
  - France : février 1967

## Distribution
- Howard Ross : Zorro / Don Ramiro
- Dina De Santis : Isabel
- Charles Borromel : Luis
- Arturo Dominici : Don Alvarez
- Gabriella Andreini : Nina
- Massimo Carocci : Pablito
- Nello Pazzafini : Cobra (sous le nom de Red Carter)
- Edoardo Toniolo : Don Miguel
- Giuseppe Lauricella : Père Carmelo
- Regina Seiffert
- Silvio Bagolini : Don Rojo
- Ignazio Balsamo : Salvador
- Rosy De Leo
- Eleonora Morana : Révérende Mère
- Gioia Zanetti
- Valentino Macchi : Ramon

## Accueil

### Box-office
Lors de sa sortie, le film a totalisé 307 389 entrées en France, 883 882 entrées en Espagne et 870 000 entrées en Italie.